# Barraca del carrer Cau Ferrat
La Barraca del carrer Cau Ferrat és una barraca de vinya de Calafell (Baix Penedès) protegida com a Bé Cultural d'Interès Local.

## Descripció
Barraca de pedra seca situada a l'interior d'una finca de forma gairebé trapezoïdal, tancada, del la qual també en forma part una casa unifamiliar, sense cap interès. És de planta circular i ha patit una intervenció, en època contemporània, consistent en rejuntar la maçoneria amb morter de ciment. També s'ha recobert amb una capa de morter de ciment la cara exterior de la coberta i, a la seva part superior s'hi ha instal·lat un respirador prefabricat de fibrociment que ha estat recobert amb peces de maçoneria amb la intenció de dissimular-lo. La porta, que és d'arc escarser, també ha estat modificada. És tancada amb una porta de ferro.
Els murs i la volta són fets amb peces irregulars de pedra unides en sec amb l'ajut de falques, també de pedra, de dimensions més petites. Els murs tenen un rebliment de pedruscall